# Víctor Ibarbo
Segundo Víctor Ibarbo Guerrero (Tumaco, 19 de maio de 1990), é um futebolista colombiano que atua como atacante. Atualmente, joga pelo Inter Palmira da Colombia.

## Carreira
Ibarbo começou a carreira no Atlético Nacional.

## Títulos
Atlético Nacional
- Torneio Apertura: 2011
- Superliga da Colômbia: 2016
- Copa Libertadores da América: 2016